# Invictarx

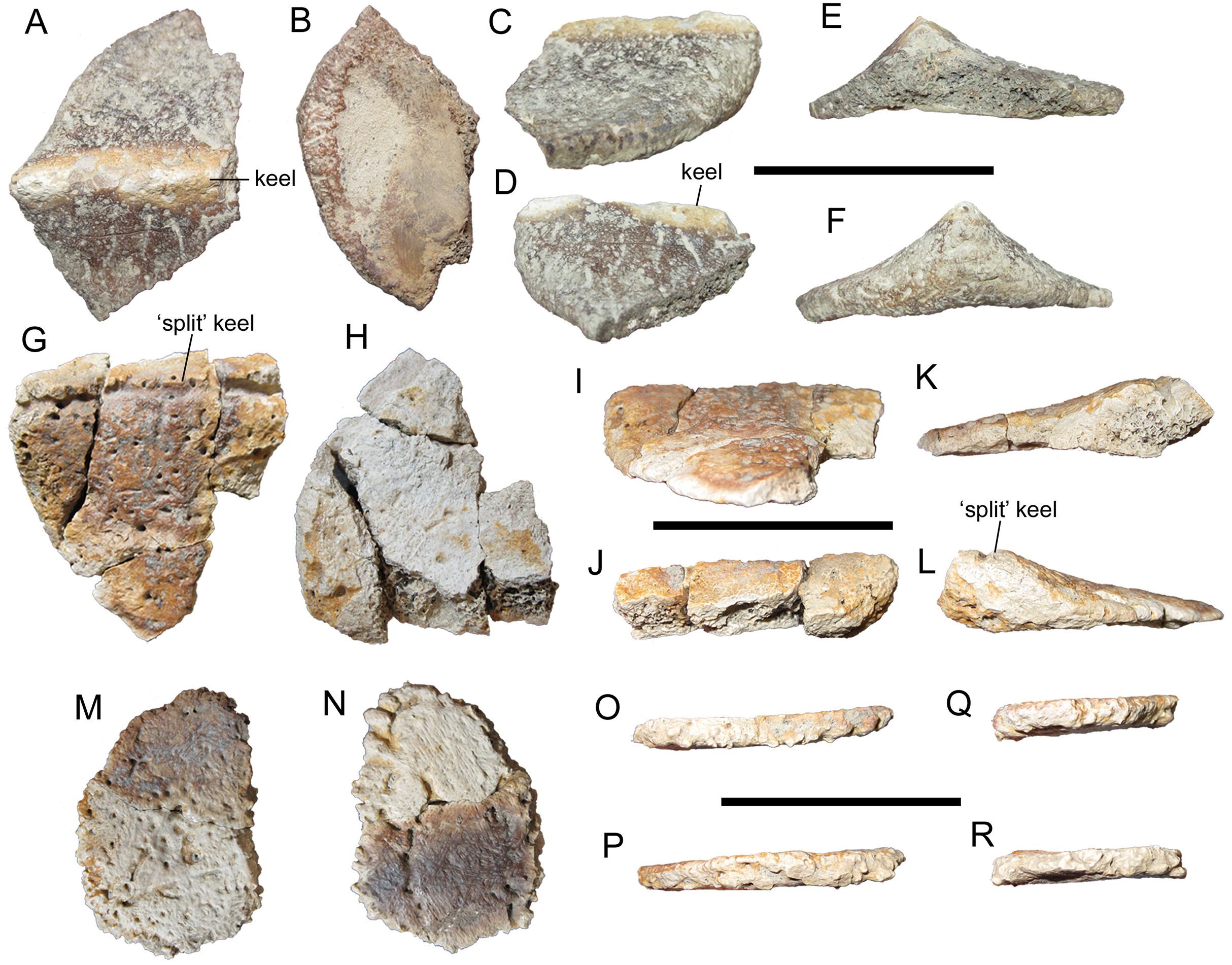
Osteodermen van Invictarx

Invictarx zephyri is een plantenetende ornithischische dinosauriër, behorend tot de Ankylosauria, die tijdens het late Krijt leefde in het gebied van het huidige Noord-Amerika.

## Vondst en naamgeving
Van 2011 af lieten Andrew T. McDonald en Douglas G. Wolfe teams van vrijwilligers fossielen opgraven in de Allisonafzetting van San Juan County, New Mexico. Daarbij werd een geheel nieuwe fauna aangetrofen waaronder drie skeletten van een nog onbekende nodosauride.

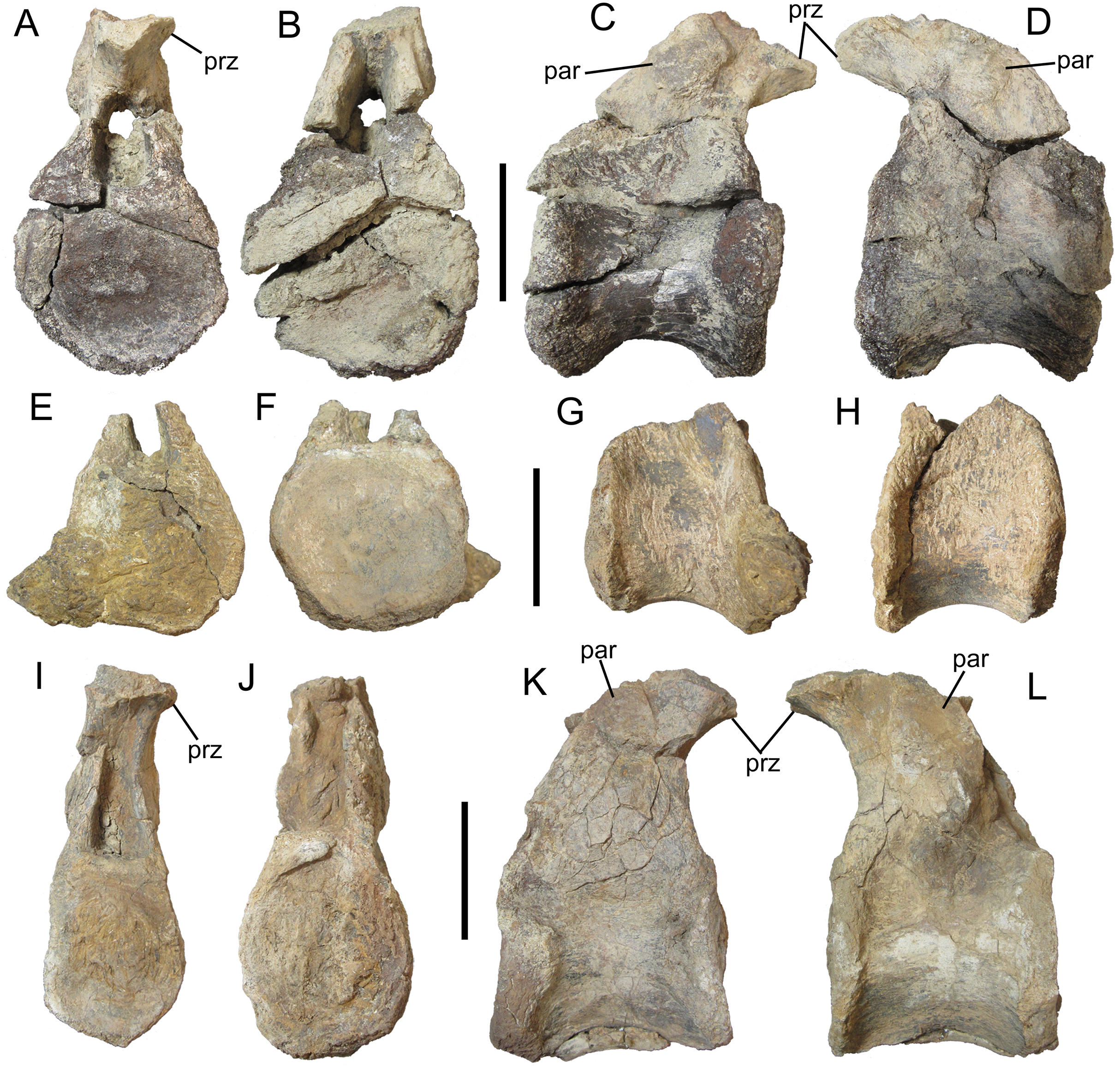
Ruggenwervels

In 2018 werd de typesoort Invictarx zephyri benoemd en beschreven door McDonald en Wolfe. De geslachtsnaam is afgeleid van het Latijn invictus, "onoverwinnelijk" en arx, "burcht", een verwijzing naar de zware pantsering waardoor het dier als het ware een levende vesting vormt. De soortaanduiding is het genitief van het Latijn Zephyrus, de westenwind, een verwijzing naar de gemene bries uit die richting die meestal op de vindplaats woei.

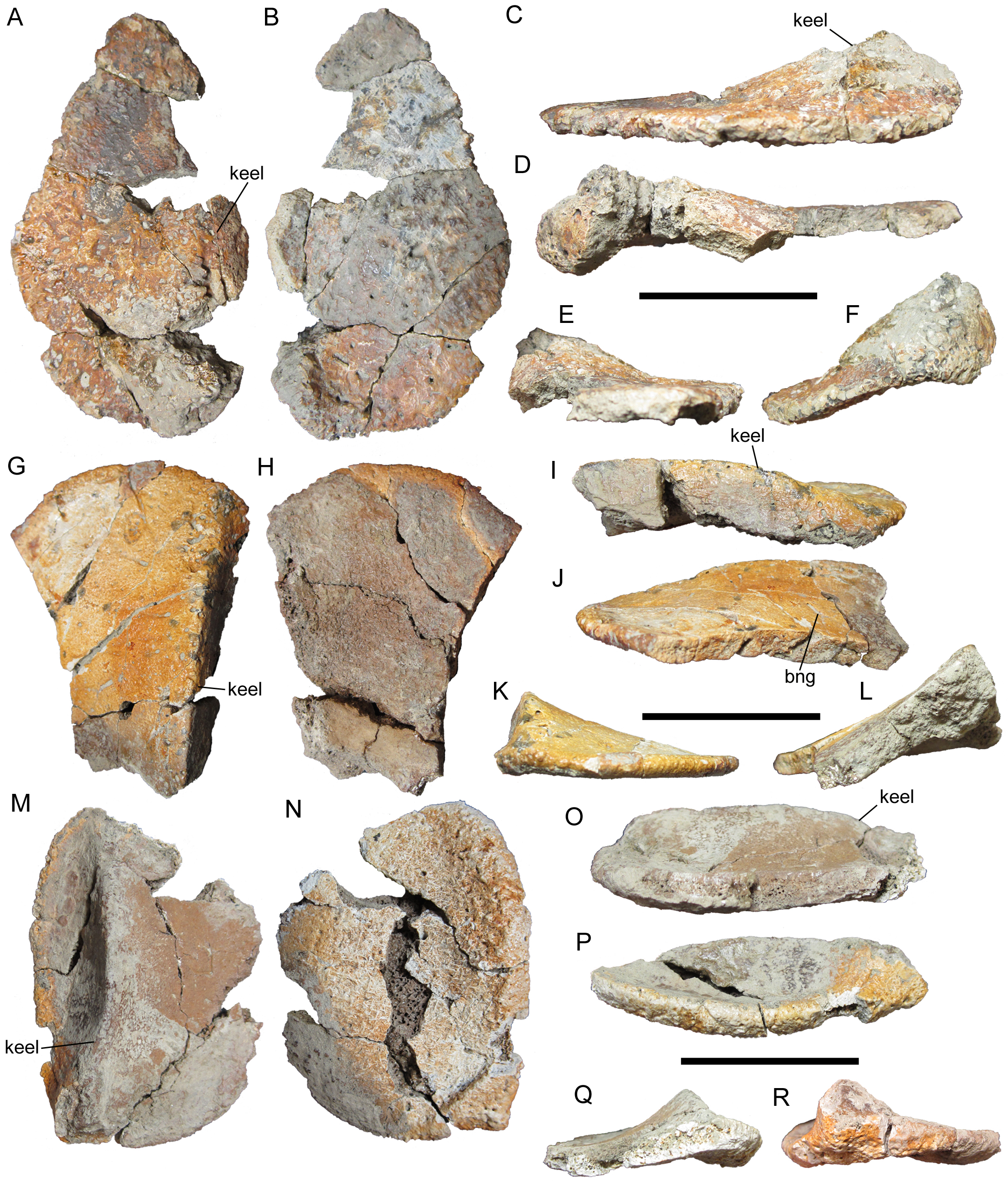
De halsberg en borstplaten

Het holotype, WSC 16505, is opgegraven in de Juans Lake Beds van de Allison Member van de Menefeeformatie, welke lagen stammen uit het het vroege Campanien, ongeveer tachtig miljoen jaar oud. Het is in oktober 2015 gevonden door Keith Brockmann. Het bestaat uit een gedeeltelijk skelet zonder schedel. Het bestaat uit een rib, zes volledige osteodermen en fragmenten van osteodermen. Daarnaast zijn twee specimina toegewezen. Specimen UMNH VP 28350 is een gedeeltelijk skelet zonder schedel, in oktober 2011 gevonden door Andrew T. McDonald, omvattende drie middelste ruggenwervels, ribben, het onderste uiteinde van een linkeropperarmbeen, het onderste uiteinde van een linkerellepijp, de onderste uiteinden van de spaakbeenderen, een stuk middenhandsbeen en talrijke beschadigde osteodermen. Specimen UMNH VP 28351 is een gedeeltelijk skelet zonder schedel, in mei 2011 gevonden door Dan Williamson, omvattende stukken ruggenwervel, ribben en talrijke beschadigde osteodermen. De skeletten lagen niet in verband maar zijn aangetroffen als relatieve concentraties losse botten die aan het oppervlak verspreid waren door erosie. Omdat de naam gepubliceerd werd in een elektronisch tijdschrift waren Life Science Identifiers nodig voor de geldigheid. Die zijn C32ED4E1-3773-49A8-A314-68813708DF0F voor het geslacht en 223160EC-F6B7-4637-9C2F-796EAF4A2816 voor de soort.

## Beschrijving
Invictarx is een vrij kleine soort met een lichaamslengte van drie à vier meter.

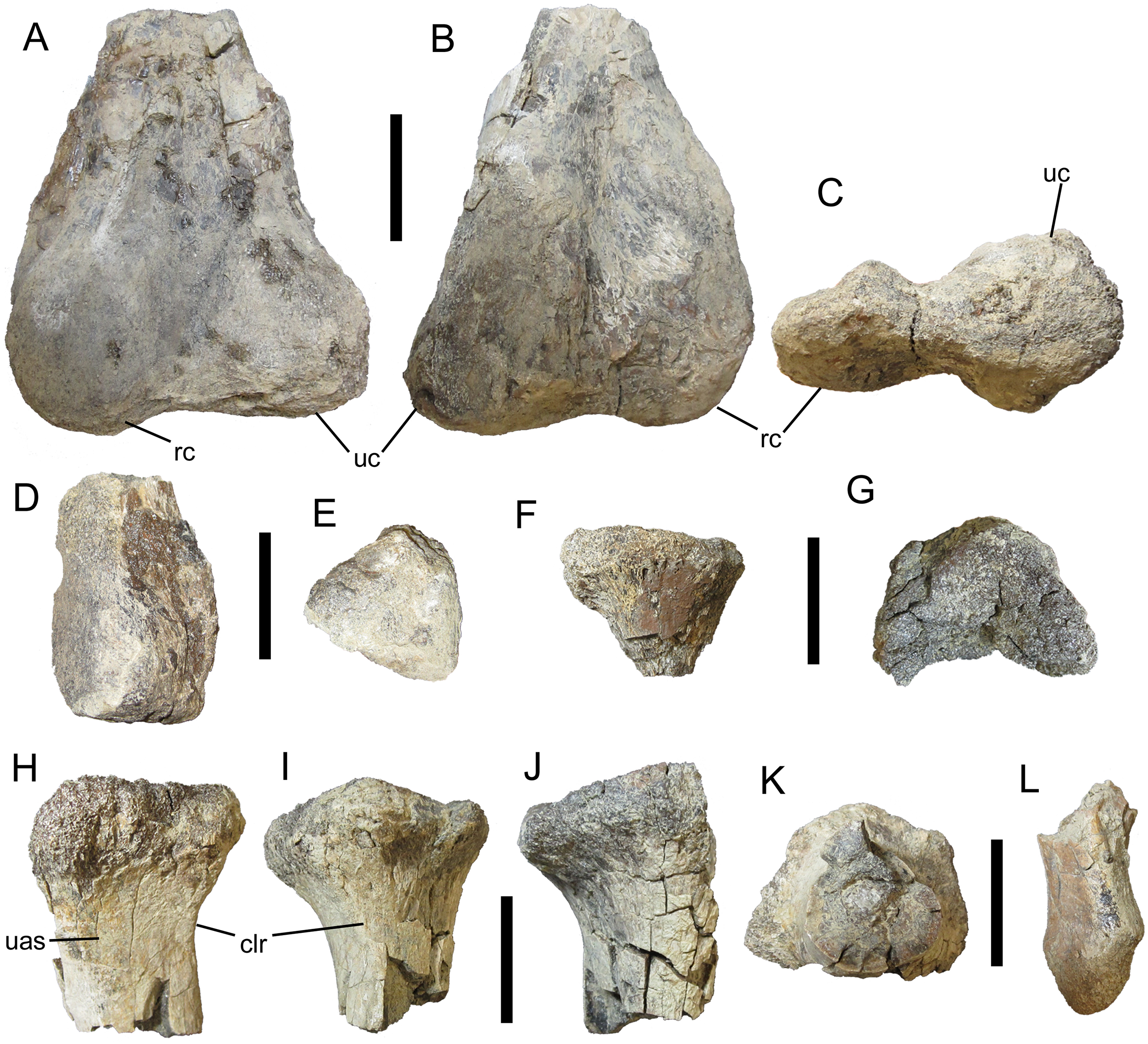
Ledematen

De resten tonen geen autapomorfieën maar laten een unieke combinatie zien van drie op zich niet unieke kenmerken. Alle drie de exemplaren hebben osteodermen op de nek, de borst, het torso en het bekken met een glad oppervlak, weinig opstaande verruwingen, veel putjes die willekeurig over het hele oppervlak verspreid zijn maar zonder adergroeven of met slechts een klein aantal splitsende of niet-splitsende adergroeven die willekeurig verdeeld zijn als bij Glyptodontopelta mimus maar zonder het patroon van vertakkende groeven. WSC 16505 en UMNH VP 28351 hebben osteodermen op het torso voorzien van een lage afgeronde kiel in de top waarvan een lengtegroeve loopt zoals bij de Ankylosauridae Anodontosaurus lambei en Platypelta coombsi maar die ontbreekt bij G. mimus. UMNH VP 28351 bewaart osteodermen die wijzen op een heupschild bestaande uit veelhoekige pantserplaten van gelijke grootte.
De verdere skeletdelen tonen geen bijzondere kenmerken buiten een algemeen nodosauride bouw.
De osteodermen zijn opvallend plat. Dat wordt versterkt door een meestal uniforme dikte: ze worden nauwelijks dunner naar de rand toe. De kiel stulpt plots naar boven met holle zijvlakken.

## Fylogenie
Invictarx is in de Nodosauridae geplaatst maar zonder exacte cladistische analyse.